# 周良柱
周良柱（1949年—），重庆市人，汉族，中华人民共和国政治人物、第十一届全国人民代表大会解放军代表。
毕业于法国郎格道克科技大学电子工程专业，是中共党员。担任国防科技大学副校长。2008年起担任全国人大代表。